# Загаев, Амир Абдуллахиевич
Амир Абдуллахиевич Загаев (15 июля 1942, Дышне-Ведено, Веденский район Чечено-Ингушская АССР — 5 августа 1996, Махкеты, Веденский район, Чечня) — глава администрации Веденского района Чеченской Республики, Герой Российской Федерации.

## Биография
Родился 15 июля 1942 года в селе Дышне-Ведено Веденского района Чечено-Ингушской АССР. Окончил Чечено-Ингушский государственный педагогический институт. В течение 27 лет преподавал русский язык. Работал заместителем директора по учебно-воспитательной работе Дышне-Веденской средней школы № 2.
В 1994—1996 годах был депутатом палаты представителей Народного Собрания (парламента) Чеченской Республики, выступал с резкой критикой религиозного экстремизма.
Весной 1996 года Амир Загаев возглавил администрацию Веденского района Чечни, сменив убитого боевиками Хамида Битимирова. В августе того же года он был захвачен в плен боевиками отряда Шамиля Басаева и 5 августа расстрелян в селении Махкеты.
Указом Президента Российской Федерации от 8 мая 2003 года (№ 513) за мужество и героизм при выполнении служебного и гражданского долга главе администрации Веденского района Чеченской республики Загаеву Амиру Абдуллахиевичу присвоено звание Героя Российской Федерации посмертно.